# IN THE SUMMER
『IN THE SUMMER』（イン ザ サマー）は、日本の男性アイドルグループ・嵐のデジタルシングル。2020年7月24日にジェイ・ストームから配信された。

## 概要
前作『Face Down : Reborn』から約1ヶ月振りのシングルであり、デジタルシングルとしてのオリジナル楽曲のリリースは2019年11月3日リリースの1stデジタルシングル「Turning Up」以来約8ヶ月振りとなる。
リリース当日に放送されたテレビ朝日系『ミュージックステーション』にて初披露。
なお、今作のリリースの5日後となる7月29日にはCDシングル『カイト』がリリースされたため、新曲リリースの間隔としては自身最短となった。
2020年11月3日発売のオリジナル・アルバム『This is 嵐』で初CD化された。

## 収録トラック
1. 「IN THE SUMMER」 - 4:48
  - Lyrics by Rami Yacoub, Gregory Hein, Funk Uchino
  - Music by Rami Yacoub, Gregory Hein
  - Produced by Rami Yacoub for MXM Productions

## 収録アルバム
IN THE SUMMER
- This is 嵐

## 映像作品
IN THE SUMMER
- アラフェス2020 at 国立競技場